# Werner Heubeck
Werner Wolfgang Heubeck (* 24. Oktober 1923 in Nürnberg; † 19. Oktober 2009 in Lerwick, Shetlandinseln) war ein deutsch-britischer Verkehrsfachmann, der unter anderem Geschäftsführer der nordirischen Verkehrsgesellschaften Ulsterbus und Citybus war.

## Leben

### Jugend und Militärdienst
Heubeck wurde als Sohn eines Ingenieurs der Nürnberger Gaswerke geboren. 1942, im Alter von 19 Jahren, wurde er als Mitglied der Hitlerjugend zur Luftwaffe der Wehrmacht einberufen, wo er als Soldat und Ingenieur in der Fallschirm-Panzer-Division 1 Hermann Göring diente. Zunächst war er bei der Abwehr der Landung der Alliierten in Westfrankreich eingesetzt. Danach wurde er nach Italien gebracht und dort dem deutschen Afrikakorps in den letzten Phasen der Nordafrika-Feldzugs zugeteilt. Das Truppentransportschiff, das Heubeck nach Afrika bringen sollte, geriet in einen Luftangriff und sank 4,5 Meilen vor der afrikanischen Küste. Heubeck erreichte schwimmend Cap Bon (Tunesien) und rettete außerdem einigen Kameraden das Leben, wobei nur 60 von 550 überlebten.

### Nachkrieg
Heubeck geriet kurz nach der Ankunft in Tunesien in Kriegsgefangenschaft. Er wurde mit dem letzten Kriegsgefangenenkonvoi in das US-amerikanische Kriegsgefangenenlager Fort Polk nach Louisiana gebracht. 1946 wurde er freigelassen und half beim Wiederaufbau seines elterlichen Hauses in Nürnberg. Kurzzeitig für die United States Army arbeitend, wurde Heubeck als Übersetzer und Korrektor bei den Nürnberger Prozessen eingesetzt. In dieser Gerichtszeit traf Heubeck seine spätere Ehefrau Monica, eine walisische Übersetzerin, die während des Kriegs in Bletchley Park gearbeitet hatte. Trotz Heubecks deutscher Herkunft und seines Kriegseinsatzes erhielten sie die Erlaubnis, zu heiraten und sich in Großbritannien anzusiedeln, was 1949 geschah. Heubeck erhielt 1954 die britische Staatsbürgerschaft, als er als Entwicklungsassistent in Govilon bei Abergavenny (Monmouthshire, Wales) lebte.

### Ulsterbus und Citybus
1957 arbeitete Heubeck für Alex Pirie & Sons, eine Papierfabrik in Aberdeen (Schottland). 1965 bewarb er sich erfolgreich auf eine Stellenanzeige als Geschäftsführer eines Busunternehmens in Nordirland.
Die damalige Ulster Transport Authority (UTA) war so defizitär, dass sich Heubeck 1967 für eine Umstrukturierung der Organisation entschied, aus der Ulsterbus hervorging. Er reduzierte das Personal, sparte die Schaffner ein und optimierte den Fahrplan.
Zusätzlich fiel Heubecks Dienstzeit bei Ulsterbus in den 1970er und 1980er Jahren mit dem Höhepunkt des Nordirlandkonflikts zusammen, bei dem der ÖPNV ein primäres Ziel der Bombenattacken der Provisorischen IRA war. Heubeck wurde damals berühmt dafür, selbst in Bussen platzierte Bomben zu entschärfen, um den Fahrplan aufrechtzuerhalten.

### Ruhestand
Heubeck wurde 1988 pensioniert, nachdem er 23 Jahre bei Ulsterbus gearbeitet hatte. Gemeinsam mit seiner Frau zog er in die Nähe von Gleno, einem Dorf im County Antrim. Dort stellte Heubeck Kunstwerke und Inneneinrichtung für Kirchen der Region her. Später zog das Ehepaar auf die Shetlandinseln, wo einer ihrer drei Söhne (Martin Heubeck) als Ornithologe arbeitete. Heubeck starb im Oktober 2009 wenige Tage vor seinem 86. Geburtstag, einen Monat nach dem Tod seiner Frau. Er litt seit 30 Jahren an Krebs.

## Ehrungen
Heubeck wurde im Rahmen der Birthday Honours 1977 zum Officer of the Order of the British Empire (OBE) ernannt.
Im Rahmen der Birthday Honours 1988, im Jahr seiner Pensionierung, wurde er zum Commander of the Order of the British Empire (CBE) befördert.